# À Beça
À Beça é o quarto álbum do cantor, compositor e escritor brasileiro Vítor Ramil.
Lançado simultaneamente com a novela Pequod, saiu apenas como edição especial, em tiragem limitada, por uma revista de música de Porto Alegre. Este disco representou seu primeiro esforço de realizar algo a partir das idéias da estética do frio. Com versos leves, cheios de coloquialidade, em melodias fluentes e inusitadas concepções rítmicas, o disco antecipava os dois próximos e mais importantes trabalhos: Ramilonga – A Estética do Frio e Tambong.

## Músicas
- Todas as faixas compostas por Vitor Ramil, exceto onde anotado.

1. "Minha Virgem"
2. "Folhinha" (Vitor Ramil/André Gomes)
3. "Não é Céu"
4. "Grama Verde" (André Gomes/Vitor Ramil)
5. "Deixa Eu Me Perder" (Vitor Ramil/André Gomes)
6. "Café da Manhã (D'après Prévert)"
7. "O Livro dos Porquês"
8. "Foi no Mês que Vem"
9. "Sol (Depois de Oswald)"
10. "À Beça"
11. "A Invenção do Olho"
12. "A Resposta"
13. "Namorada Não é Noiva" (Vitor Ramil/Paulo Seben)
14. "Barroco"

## Prêmios e indicações

### Prêmio Açorianos
| Ano  | Categoria | Indicação | Resultado |
| ---- | --------- | --------- | --------- |
| 1995 | Disco     | À Beça    | Indicado  |